# Luc Lange
Luc Lange (ou Luca Lancia en italien) est un artiste et sculpteur italien du XVIe siècle à la cour de Marie de Hongrie à Binche en Belgique. Il meurt en 1553 à Binche.

## Biographie

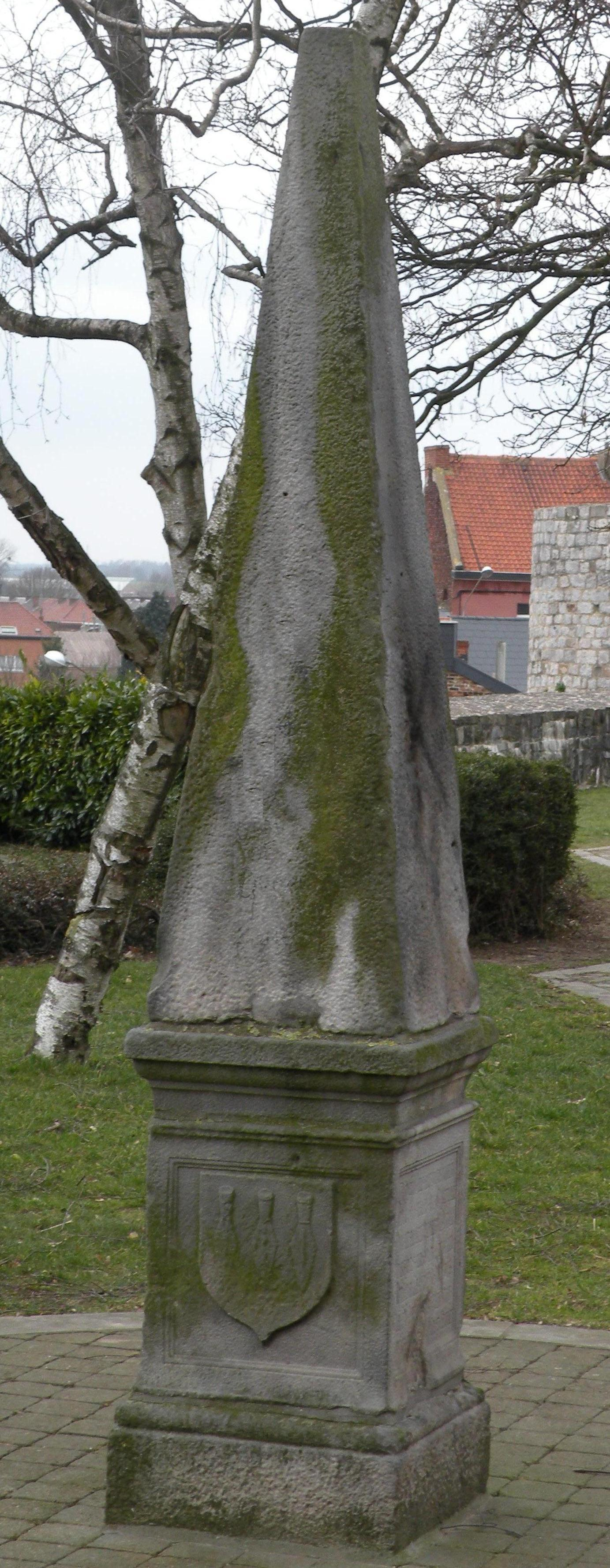
Monument funéraire à la mémoire de Luc Lange à Binche.

Luc Lange est natif de San-Germano, actuel Cassino. il est formé à Venise dans les ateliers de Jacopo Sansovino grâce auquel il travaille sur le château de Fontainebleau.
Luc Lange arrive à Binche en juillet 1550 et entre au service de Marie de Hongrie, il effectue des moulages de représentation de figures de l'Antiquité. Deux de ses moulages représentaient l'un Cléôpatre et l'autre la divinité du Nil. Ces deux représentations ornaient le nouveau jardin du palais de Binche.
Au château de Mariemont, il décore le premier étage, réservé en partie à Eléonore d'Autriche, veuve de François Ier et sœur de Marie de Hongrie. Avec Jacques Du Brœucq, ils décorent les diverses salles et la galerie de 13 statues.
Il meurt en 1553 à Binche, et un monument funéraire en forme d'obélisque lui rend hommage dans l'ancien cimetière du château, on peut lire l'inscription suivante : 
LVCAS QVIESCIT / LACIA HIC NEA / POLITES – PACEM / PRECARE LECTOR / EIVS MANIBVS – 1553,  
qui signifie « Ici repose Lucas Lancia, Napolitain. Toi qui lis, invoques la paix pour son âme, 1553 »